# Konrad Brandt
Konrad Brandt (* 22. Juli 1936 in Libau/Lettland; † 12. November 2017 in Wetter) war ein deutscher Theologe, Missionar, Direktor der Marburger Mission und langjähriger EC-Weltbundpräsident.

## Leben und Wirken
Konrad Brandt wuchs in Danzig, Hamburg und Karlsruhe auf. Als Jugendlicher fand er bei einer Evangelisation zum Glauben. Damals entstand der Wunsch nach einem Studium der evangelischen Theologie, das er 1960 an der heutigen Hochschule Tabor in Marburg begann. Es folgte ein zweijähriger Aufenthalt in den USA und Kanada, wo er Vertretungsdienste in Gemeinden übernahm. 1970 wurde er zum Bundeswart des Verbandes Entschieden für Christus (EC) berufen und wurde 1972 Leiter der EC-Indienhilfe, Beauftragter der EC-Tagungen sowie für den Aufbau der EC-Freizeitarbeit verantwortlich. Er war Schriftleiter der der EC-Bibellesehilfe „Lichtstrahlen“ und des Magazins „EC-Kurier“, das nach der Wende in das Verbandsmagazin „Anruf“ integriert wurde.
Im Juni 1985 reiste er zur Vorbereitung auf den Dienst als Missionsdirektor der Marburger Mission nach Pingtung in Taiwan aus. Nach einem Missiologie Studium in den USA übernahm er ab Januar 1989 die Leitung der Marburger Mission, die er bis zum Eintritt in den Ruhestand 1999 innehatte.
1986 wurde er auf der EC-Weltbundtagung in Seoul zum EC-Weltbundpräsidenten gewählt. Dieses Amt bekleidete er bis 1994. Er war deutscher Repräsentant der internationalen Organisation „China Partners“, engagierte sich als Zweiter Vorsitzender der Arbeitsgemeinschaft Evangelikaler Missionen, war Vorsitzender der Freien Hochschule für Mission, der heutigen Akademie für Weltmission in Korntal sowie Vorstandsmitglied der Columbia International University. Von 1999 bis 2001 war er ehrenamtlicher Rektor der Freien Hochschule für Mission.
1967 heiratete er in Hessisch Lichtenau Jutta Müller. Das Paar wohnte im Ruhestand in Wetter.

## Veröffentlichungen
- Mein Freund Arno: my friend Arno. Zum 80. Geburtstag von Arno Pagel, Marburg 1994.
- Ausbildung, Vorbereitung, Weiterbildung. In: Klaus W. Müller (Hrsg.): Die Person des Missionars. Berufung – Sendung – Dienst. Referate der Jahrestagung 1996 des Arbeitskreises für evangelikale Missiologie, edition afem, mission reports 4, VTR ISBN 3-933372-72-0 und VKW ISBN 3-932829-58-1.
- Evangelikale Missiologie in Korntal: Die Akademie für Weltmission. In: ETM 6/2, 2000.
- In 80 Stunden um die Welt. Ein Weltenbürger in Christus erzählt (Autobiografie), Verlag für Kultur und Wissenschaft, Bonn 2003, ISBN 978-3-932829-82-6.
- Wie viel Gemeinschaft braucht ein Christ? Bewegung in der Gemeinschaftsbewegung, Verlag für Kultur und Wissenschaft, Bonn 2002, ISBN 978-3-932829-45-1.
- als Hrsg.: Herausforderung China. Symposium 2003 von China Partners, Verlag für Kultur und Wissenschaft, Bonn 2004, ISBN 978-3-932829-78-9.
- Indiens Christen zwischen Tradition und Fortschritt, Verlag für Kultur und Wissenschaft, Bonn 2008, Edition Pro Mundis, MBS Texte 98, 5. Jahrgang 2008, online.